# Север (клуб по хоккею с мячом)
«Се́вер» — команда по хоккею с мячом из Северодвинска Архангельской области.

## История
Основан в 1960 году в Северодвинске Геннадием Андреевым. В первый же сезон команда смогла закрепиться в северной зоне зональных соревнований первенства России. В последующие годы «Север» дважды занимал в зональном турнире первое место и получал право играть в финале первенства РСФСР. В 1965 году в Сызрани северодвинская команда заняла предпоследнее место. В 1966 году команда стала чемпионом РСФСР и получила путевку во вторую группу класса «А» (сейчас — первая лига). Перед командой была поставлена задача выхода в высшую лигу. Но политика местного обкома КПСС была таковой: «Основной хоккей в Архангельске (клуб „Водник“) и „Север“ работает только на него». В основном эта работа выражалась в том, что лучшие северодвинские игроки укрепляли «Водник». Северодвинцы, не избалованные обилием команд, представляющим их город в сильнейших спортивных лигах страны, хорошо заполняли стадион на матчах команды, несмотря на то, что команда регулярно проигрывала с крупным счетом и не смогла добиться серьёзных спортивных успехов. Воспитанниками клуба было немало игроков, которые уже в других командах становились чемпионами России. 
В сезоне-1994/95 северодвинцы под руководством тренера А.Л. Лебедева  добились высшего результата в истории клуба, заняв 9-е место в чемпионате России.
В 2004 году из-за финансовых трудностей клуб прекратил своё существование.

## Интересные факты
- По состоянию на 01.11.09 экс-форвард «Севера» Дмитрий Сухондяевский в списке лучших нападающих с 212 мячами занимает 79 место среди всех игроков игроков чемпионата России всех времен. Его отец, Александр Сухондяевский, выступавший за архангельский «Водник» занимает 273 место с 87 мячами.
- В сезоне 1994/1995 в домашнем матче была одержана первая и последняя победа над архангельским «Водником».
- В последние годы существования игроки месяцами не получали зарплату, заканчивались клюшки и мячи.
- В сезоне 2002/2003 «Север» в первый и последний раз вышел в плей-офф чемпионата России по хоккею с мячом, проиграв в первом же раунде красноярскому «Енисею» с общей разницей мячей 3-29.

## Результаты выступлений в чемпионате России
- 1992/1993 — 13 место
- 1993/1994 — 11 место
- 1994/1995 — 9 место
- 1995/1996 — 16 место
- 1996/1997 — 18 место
- 1997/1998 — 23 место
- 1998/1999 — 19 место
- 1999/2000 — 21 место
- 2000/2001 — 22 место
- 2001/2002 — 16 место
- 2002/2003 — 18 место